# チャールズ・ポーレット (第5代ボルトン公爵)

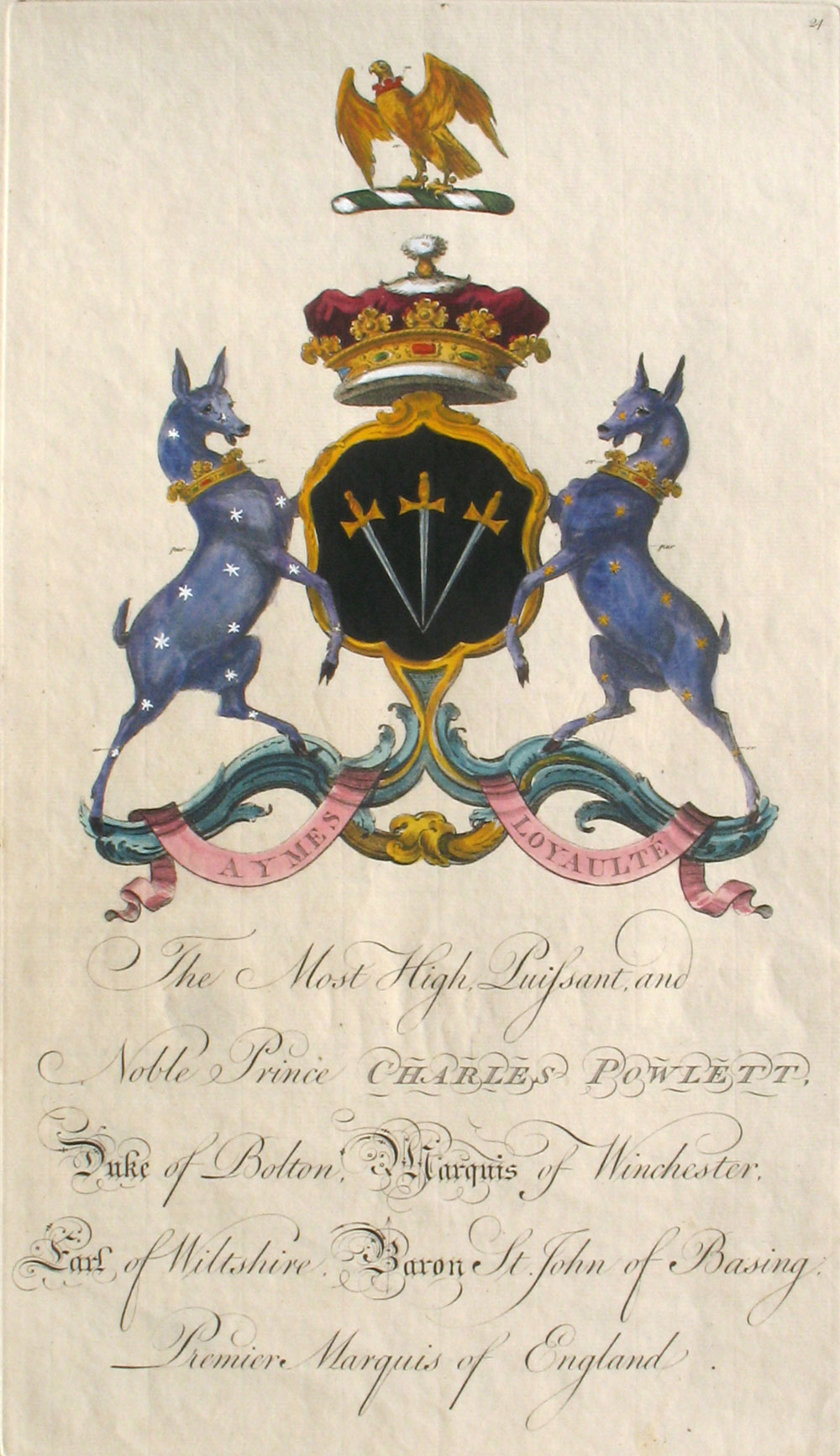
第5代ボルトン公爵の紋章

第5代ボルトン公爵チャールズ・ポーレット（英語: Charles Powlett, 5th Duke of Bolton KB PC、1718年頃 – 1765年7月5日）は、グレートブリテン王国の貴族、軍人、ホイッグ党の政治家。1754年から1759年までウィンチェスター侯爵の儀礼称号を使用した。

## 生涯
第4代ボルトン公爵ハリー・ポーレットとキャサリン・パリーの長男として生まれ、1728年から1729年にウィンチェスター・カレッジで教育を受けた後、1735年10月11日にケンブリッジ大学コーパス・クリスティ・カレッジに入学、1737年にマスター・オブ・アーツの学位を得る。
1737年にイギリス陸軍に入隊、1745年に中佐に昇進した。また1741年にはリミントン選挙区の補欠選挙で当選して庶民院議員になり、1754年イギリス総選挙ではハンプシャー選挙区に鞍替えした。1753年8月27日にバス勲章を授与され、1758年12月22日に枢密顧問官に任命された。名誉職では1754年から1760年までロンドン塔総督を、1758年から1763年までハンプシャー統監を務め、1761年のジョージ3世戴冠式では女王の宝玉を持つ役割だった。
1754年12月に父がボルトン公爵の爵位を継承すると、自身もウィンチェスター侯爵の儀礼称号を使用した。そして、1759年10月9日にボルトン公爵の爵位を継承した。
1765年7月5日、グロヴナー・スクエアの自宅で拳銃自殺した。ホレス・ウォルポールはこの出来事について、「何故なのか、理由は何かは、誰も知らない。血の中に狂気が満ちていることを除いて」と記述した。未婚のまま死去したため、爵位は弟ハリーが継承した。財産は庶出の娘ジーン・メアリー・ブラウン＝ポーレット（Jean Mary Browne-Powlett、1751年頃 – 1814年、トマス・オードと結婚）が継承した。

## グロヴナー・スクエア
1759年から1765年までグロヴナー・スクエア37番地（元32番地）を所有し、1761年から1765年までジョン・ヴァーディーに改装工事を委託したという。